# 325368 Ihorhuk
325368 Ihorhuk è un asteroide della fascia principale. Scoperto nel 2008, presenta un'orbita caratterizzata da un semiasse maggiore pari a 3,0599989 UA e da un'eccentricità di 0,2761860, inclinata di 13,83378° rispetto all'eclittica.